# Sinovenator
 Sinovenator  („Jäger aus China“) ist eine Gattung von theropoden Dinosauriern aus der Gruppe der Troodontidae. Der Name setzt sich zusammen aus dem griechischen Σινάι „China, Chinese, Chinesisch“ und dem lateinischen venator „Jäger“. Das Tier hatte in etwa die Größe eines Huhns.
Die Funde stammen aus der Unterkreide und werden mit einem Alter von etwa 131 bis 123 Mio. Jahren datiert, was in etwa dem Zeitabschnitten Barremium und frühem Aptium entspricht. Die Fundstätte der beiden Fossilien befindet sich in der unteren Yixian-Formation in China. Der Holotyp von Sinovenator changii mit der Bezeichnung IVPP 12615 wurde 2002 von Xu, Norell, Wang, Mackovicky und Wu beschrieben. Hierbei handelt es sich um einen unvollständigen Schädel mit zerlegtem Skelett. Der andere Fund IVPP 12583 ist ein unvollständiges Skelett, das jedoch noch seinen ursprünglichen Zusammenhang aufweist. Das Institut für Wirbeltierpaläontologie und Paläoanthropologie der Chinesischen Akademie der Wissenschaften (IVPP) in Peking ist im Besitz dieser beiden Funde.
Sinovenator war ein basaler Troodontide und stellt er den bisher ältesten und am wenigsten entwickelten Vertreter dieser Verwandtschaftsgruppe dar (Hesperornithoides aus dem Kimmeridgium der Morrison-Formation in den Vereinigten Staaten ist zwar noch älter, dafür aber bereits wesentlich weiter entwickelt). 
Sinovenator weist mit den primitivsten Vertretern der Dromaeosauridae und der Avialae übereinstimmende Merkmale auf, die eine gemeinsame Abstammung dieser drei Vertreter der Paraves nahelegen.